# Новодиканський заказник
Новодиканський — ботанічний заказник місцевого значення в Україні. Об'єкт природно-заповідного фонду Полтавської області. 
Розташований у межах Решетилівського району між селами Нова Диканька та Демидівка. 
Площа 50,9 га. Створений рішенням Полтавської обласної ради від 28.02.1995. Перебуває у користуванні Демидівської сільської ради.
Охороняються цінна ділянка типового лучного степу з рідкісними видами рослин у долині річки Вільхова Говтва. Тут зростає природна колекція рідкісних астрагалів: шерстистоквіткового, довголистого, пухнастоцвітого.